# Alstroemeria aurea
Alstroemeria aurea är en alströmeriaväxtart som beskrevs av Robert Graham. Alstroemeria aurea ingår i släktet alströmerior, och familjen alströmeriaväxter. Inga underarter finns listade i Catalogue of Life.

## Bildgalleri

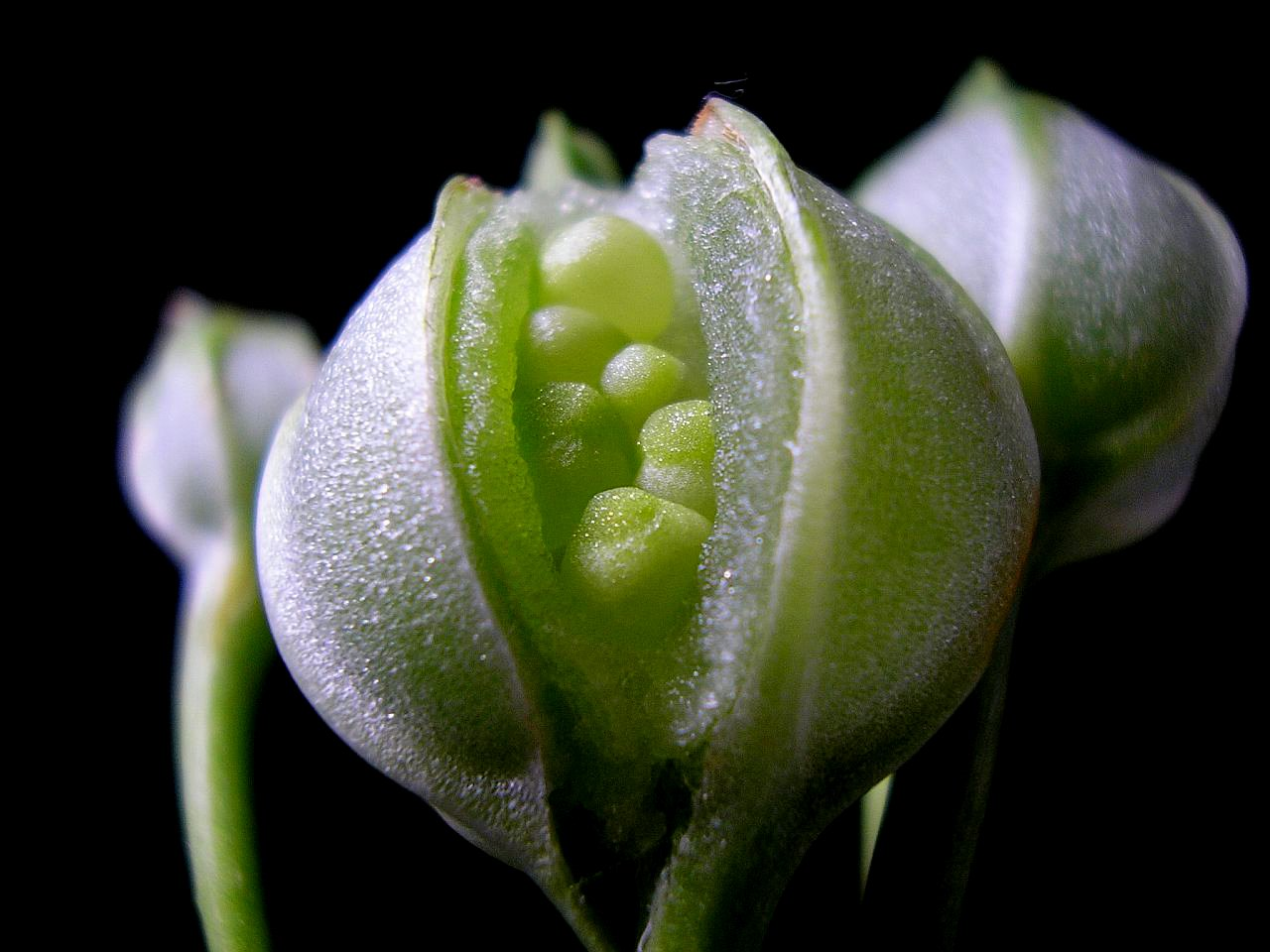
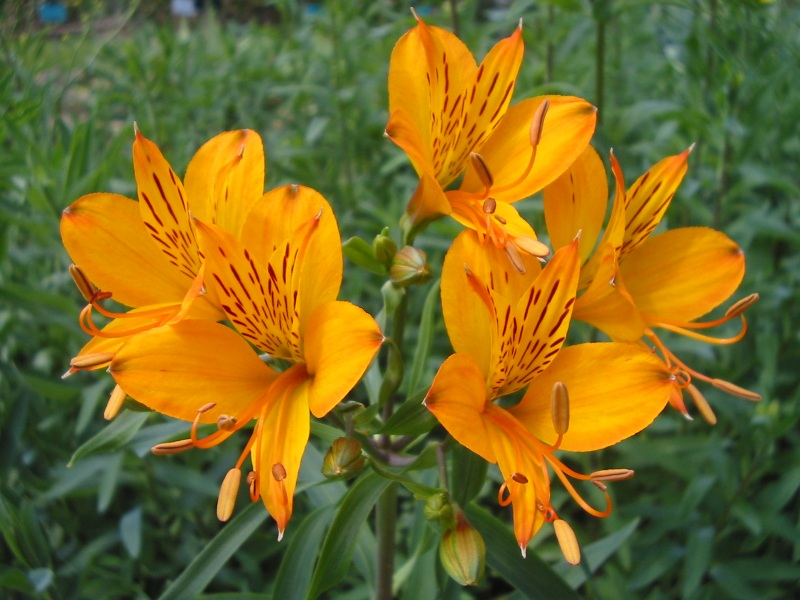
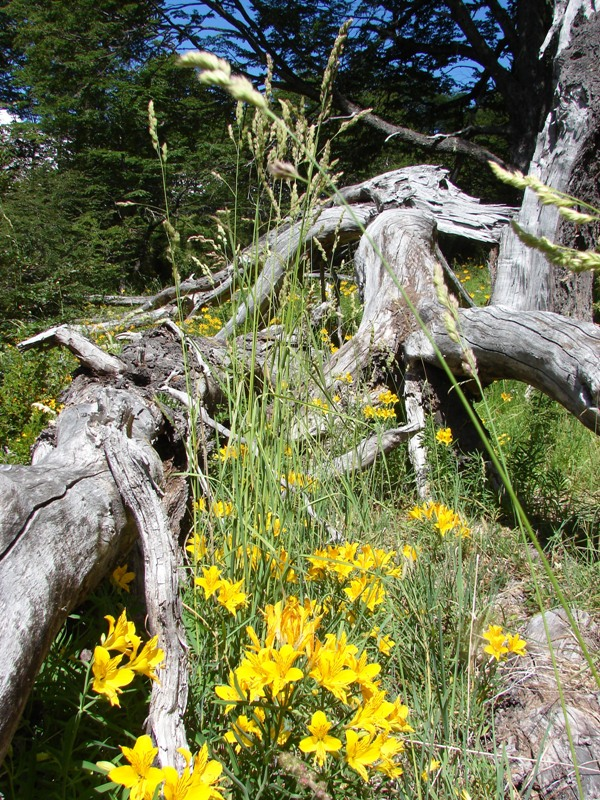
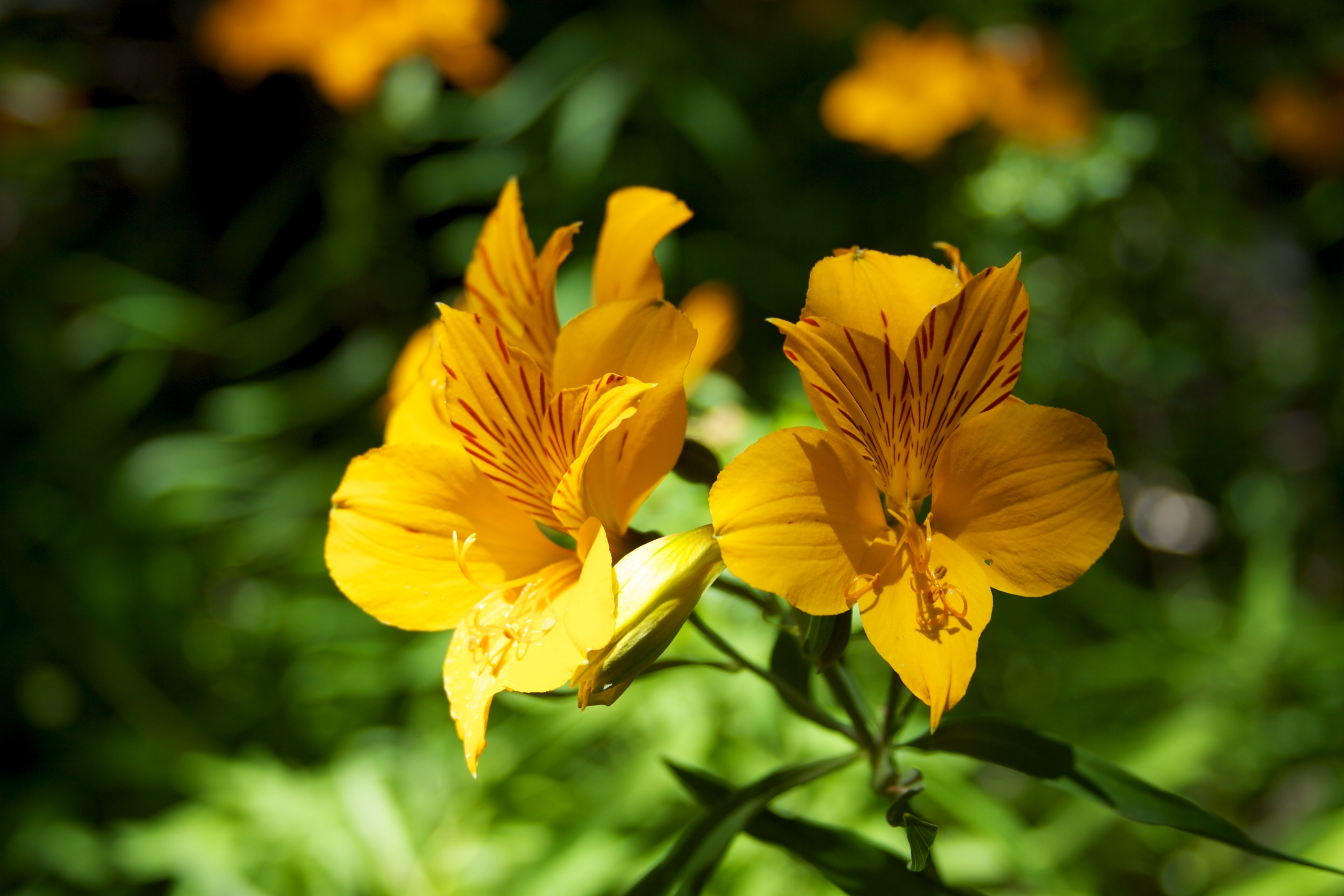
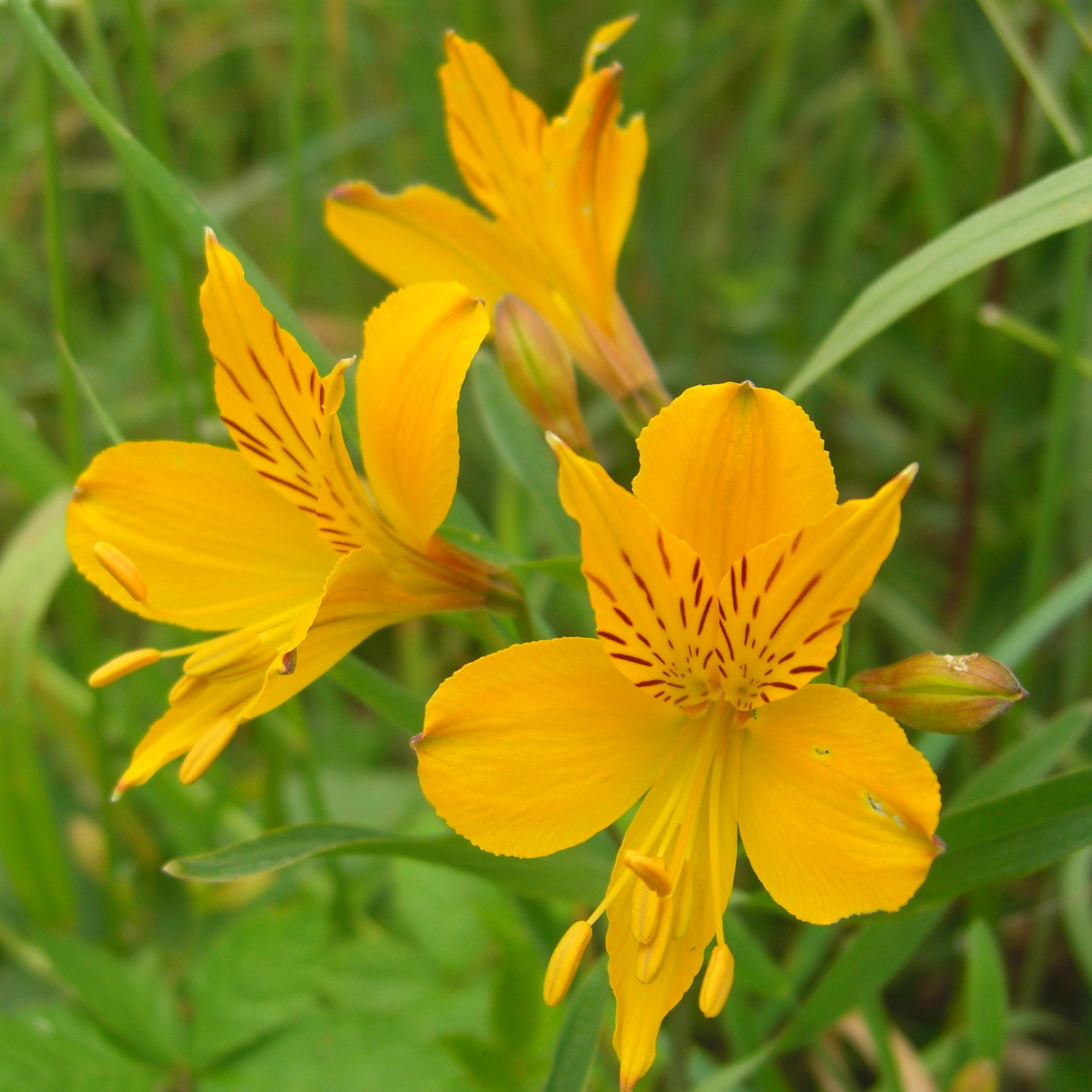
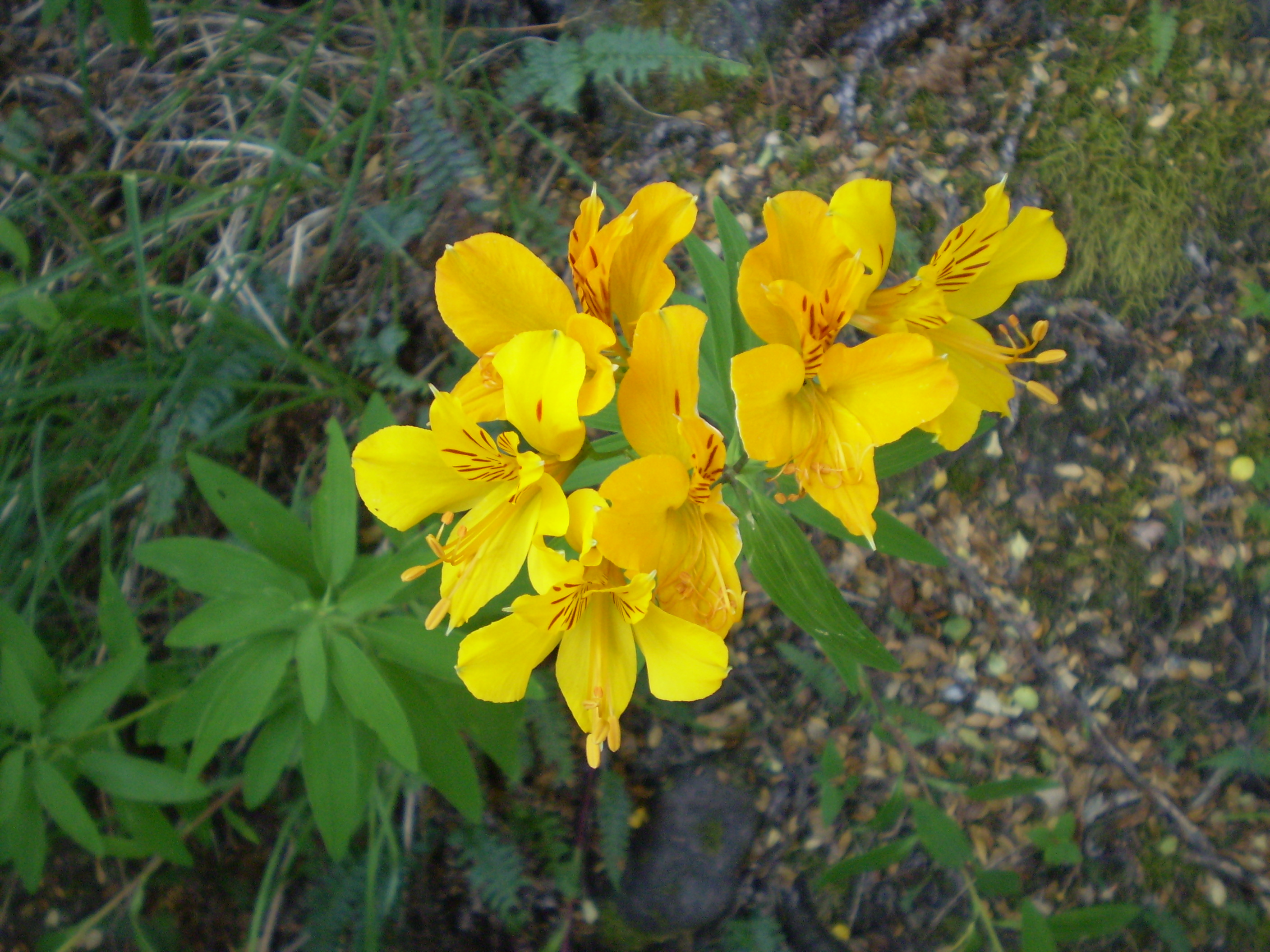